# Xico (Veracruz)
Xico è una municipalità dello stato di Veracruz, nel Messico centrale, il cui capoluogo è la località omonima.
Conta 35.188 abitanti (2010) e ha una estensione di 179,64 km². 		
Il significato della località in lingua nahuatl è nido di vespe.